# Zoltán Tarr
Zoltán Tarr, né le 12 février 1972 à Budapest, est un homme politique hongrois. Membre du Parti Respect et liberté (Tisza), il est élu député européen lors des élections européennes de 2024.

## Biographie
Zoltán Tarr naît le 12 février 1972 à Budapest, alors en république populaire de Hongrie. Dans sa jeunesse, il soutient le Forum démocrate hongrois, pour qui il vote lors des élections législatives de 1990, avant d'être déçu par le parti, selon ses dires. Il considère pendant un temps le Fidesz comme trop libéral. 
Il devient pasteur au sein de l'Église réformée. Il est également conseiller synodal. Il ne travaille pas dans des congrégations religieuses mais pour des universités et l'administration nationale de l'Église. Pendant ses années au sein de l'Église réformée, il cherche à la rendre plus indépendante de l'État. Cependant, en 2015, la direction change et amorce un revirement dans cette politique. Ayant peur de nuire à l'Église en dénonçant l'influence étatique grandissante dont il est témoin, il quitte son poste de pasteur,.
Zoltán Tarr devient ensuite employé d'une entreprise du secteur de la technologie, en tant que chef de projet. Il enchaîne plusieurs emplois, devenant directeur d'une société de conseil qui officie pour des organisations de la société civile. Il est même un temps livreur de repas. Puis il est engagé par une fondation à but non lucratif sous l'autorité du ministère de l'Économie nationale (en), la Neumann János Nonprofit Kft. À ce poste, Zoltán Tarr travaille à la numérisation de l'économie hongroise et l'amélioration de la compétitivité des entreprises. 
Par la suite, Zoltán Tarr est mis en contact avec la leader d'opposition Péter Magyar par une connaissance commune. Tarr se fait connaître politiquement en prenant la parole lors d'un meeting de Péter Magyar sur la place Kossuth Lajos tér, le 6 avril 2024. Il y dénonce les actions de Zoltán Balog, ancien pasteur réformé lui aussi, proche de Viktor Orbán et impliqué dans le « scandale des grâces » ayant fait tomber la présidente Katalin Novák. Selon Tarr, il était devenu impossible de ne rien dire au sujet de ce qui se passait au sein de l'Église réformée de Hongrie. Il est renvoyé de son poste quelques jours après cette intervention, licenciement qu'il considère comme « motivé par des raisons politiques », ce qui est confirmé par le directeur de la communication du Fidesz. Il affirme qu'il s'attendait à ce renvoi et a « constamment pensé que [son action] aurait des conséquences ».
Plusieurs personnes lui proposent de l'aider à retrouver un emploi, sans qu'il reçoive selon lui d'offre concrète. Magyar lui offre alors de figurer sur la liste du Parti Respect et liberté (Tisza) lors des élections européennes de 2024, ce qu'il accepte. Candidat en 3e position sur la liste, il est élu député européen le 9 juin 2024. Il siège au sein du groupe du Parti populaire européen. 